# Bojan Vukić
Bojan Vukić, (cyrillique serbe: Бојан Вукић, né le 6 novembre 1976, à Zaječar) est un auteur et dessinateur de bande-dessinée Serbe. Il vit à Zaječar, en Serbie.

## Publications
- Grands Anciens scénario de Jean-Marc Lainé, coll. « 1800 », Soleil Productions
  1. La Baleine blanche (2010)[1]
  2. Le Dieu-poulpe (2011)[2]

- Le Retour de Dorian Gray scénario de Stéphane Betbeder, Soleil Productions, coll. « 1800 »

1. Le sacre d'Invisible 1er, 2012.
2. Noir animal, 2012.